# Any Time at All
Az Any Time at All az angol rockegyüttes, a The Beatles dala. Lennon–McCartney szerzemény , amelyet főként John Lennon írt, addig a középső zenei részt pedig Paul McCartney. Először az együttes A Hard Day's Night albumán jelent meg.

## Eredete
A Playboy magazinnak adott 1980-as interjújában Lennon így jellemezte a dalt: "Erőfeszítés volt az It Won't Be Long dal megírásához hasonlóan. Ugyanaz: C-től a-mollig, C-től a-moll-ig – kiabálva."
Szöveg szempontjából a dal hasonlít az 1963-as With The Beatles albumon található All I've Got to Do slágerhez.
A Lennon által írt dalszöveget 6000 fontért adták el egy ismeretlen személynek a londoni Sotheby's árverésen 1988. április 8-án.

## Rögzítése
Amikor először 1964. június 2-án, az EMI Studiosban próbáltak, Paul McCartney egy olyan ötletet javasolt a középső nyolcas szakaszra, amely kizárólag akkordok alapján készült, és amelyet azzal a szándékkal rögzítettek, hogy később dalszövegeket adjanak hozzá. De mire keverni kellett, a középső nyolcas még mindig dalszöveg nélkül maradt, és így jelent meg az albumon. McCartney minden kórusban elénekli a második "Any time at all"-t, mert Lennon nem tudta elérni a megfelelő hangokat. Az Any Time at All egy George Martin által használt trükköt ismétel meg A Hard Day's Night dalból, egy zongoraszólót, amelyet George Harrison gitáron enyhén ismételt hangról-hangra.

## Megjelenése
Az A Hard Day's Night mellett az Any Time at All ezeken az albumokon is szerepelt:
- Extracts from the Album A Hard Day's Night brit középlemezen
- Capitol kiadó által megjelentetett Something New amerikai albumon
- Az 1976-os Rock 'n' Roll Music zenei válogatásalbumon

## Közreműködött
Ian MacDonald szerint:
- John Lennon – ének, akusztikus gitár
- Paul McCartney – vokál, basszusgitár, zongora
- George Harrison – szólógitár
- Ringo Starr – dob

## Fordítás
Ez a szócikk részben vagy egészben  az   Any Time at All című angol Wikipédia-szócikk fordításán alapul.  Az eredeti cikk szerkesztőit annak laptörténete sorolja fel. Ez a jelzés csupán a megfogalmazás eredetét és a szerzői jogokat jelzi, nem szolgál a cikkben szereplő információk forrásmegjelöléseként.

## Forrás
- Bánosi György – Tihanyi Ernő: Beatles zenei kalauz. Az együttzenélés és a szólóévek. 1958–1999. Budapest: Anno Kiadó, 1999. ISBN 963-853-895-3
- Corinne Ullrich: John Lennon; ford. Deréky Géza; Magyar Könyvklub, Budapest, 2001. ISBN 963-547-434-2
- Ian MacDonald: A fejek forradalma. A Beatles és a hatvanas évek. (ford. Révbíró Tibor) Budapest: Helikon Kiadó, 2015. ISBN 978-963-227-468-3
- Molnár Imre–Molnár Gábor: Halhatatlan Beatles. Lírai monográfia; magánkiadás, Budapest, 2001. (újrakiadás) ISBN 963-500-451-6

## Külső hivatkozások
Allan W. Pollack megjegyzései az Any Time at All dalhoz